# Прилеп (община)
Прилеп (макед. Општина Прилеп) — община в Северной Македонии. Расположена на юге страны. Население составляет 76 768 человека (2002 год).
Административный центр — город Прилеп.
Площадь территории общины 1194,44 км².
Этническая структура населения в общине по переписи 2002 года:
- македонцы — 70,878 (92,3%);
- цыгане — 4,433;
- турки — 917;
- сербы — 172;
- боснийцы — 86;
- албаны — 22;
- влахи — 17;
- остальные — 243 (1,7%)